# Bradley Pierce
Bradley Pierce est un ancien  acteur américain né le 23 octobre 1982.

## Filmographie
- 1990 : Too Young to Die? (TV) : Web
- 1990 : Casey's Gift: For Love of a Child (TV) : Casey Ctilwell
- 1990 : Cartel : Tommy
- 1991 : Des jours et des vies ("Days of Our Lives") (série télévisée) : Andrew Shawn Donovan (#5) (1990-1991)
- 1991 : La Belle et la Bête (Beauty and the Beast) : Chip (voix)
- 1992 : Porco rosso (Kurenai no buta) : Gas Boy
- 1992 : Chaplin : Sydney Chaplin, jr. age 8
- 1992 : La Petite Sirène (The Little Mermaid) (série télévisée) : Flounder (II) (1992-1994) (voix)
- 1992 : Shaky Ground (série télévisée) : Dylan Moody (1992-1993)
- 1993 : Max, le meilleur ami de l'homme (Man's Best Friend) : Chet
- 1993 : Sonic le Hérisson ("Sonic the Hedgehog") (TV) : Tails
- 1994 : La Victoire d'une mère (The Yarn Princess) (TV) : Joshua « Josh » Thomas
- 1994 : La Revanche de l'Ouest (Dead Man's Revenge) (TV) : Young Tom Hatcher
- 1994 : Les Enfants de la nuit (Children of the Dark) (TV) : Little Boy
- 1994 : Ride with the Wind (TV) : Danny Barnes
- 1994 : Les Cris du cœur (en) (Cries from the Heart) (TV) : Michael
- 1994 : Poutesciléna : Lil'Abee (voix)
- 1995 : Mickey: Reelin' Through the Years (TV)
- 1995 : Jumanji : Peter Shepherd
- 1996 : Christmas in Oz (vidéo) : Boris (voix)
- 1996 : Who Stole Santa? (vidéo) : Boris (voix)
- 1996 : The Oz Kids (série télévisée) : Boris (voix)
- 1996 : The Undercover Kid : Max Anderson
- 1996 : The Siege at Ruby Ridge (TV) : Sammy Weaver
- 1996 : Virtual Oz (vidéo) : Boris (voix)
- 1996 : Toto Lost in New York (vidéo) : Boris (voix)
- 1996 : The Nome Prince and the Magic Belt (vidéo) : Boris (voix)
- 1996 : Amanda : Medicral Boy
- 1997 : Journey Beneath the Sea (vidéo) : Boris (voix)
- 1997 : Le Petit monde des Borrowers (The Borrowers) : Pete « Petey » Lender
- 1997 : Doom Runners (TV) : Adam
- 1998 : Star Trek : Voyager, (TV) saison 5, épisode 23 (Jason Janneway)
- 2000 : In Love (Down to You) : Ricky James, Dog Hater
- 2002 : Peter Pan 2 : Retour au Pays imaginaire (Return to Never Land) : Nibs (voix)
- 2019 : Pokémon : Détective Pikachu : Additionnal voices (voix)